# Księstwo żagańskie
Księstwo żagańskie – historyczne księstwo na Dolnym Śląsku, powstałe jako jedno z polskich księstw dzielnicowych w okresie rozbicia dzielnicowego, zlokalizowane w południowo-zachodniej części ówczesnej Polski. Obejmowało zachodni obszar księstwa głogowskiego, z którego zostało wydzielone w 1278 roku. Siedzibą książęcą było miasto Żagań. W skład wchodziły Nowogród Bobrzański, Przewóz i Świętoszów – obecnie poza granicami powiatu żagańskiego. Do 1472 pozostawało we władaniu książąt z dynastii Piastów Śląskich, po czym znajdowało się pod zwierzchnictwem Saksonii, Czech i Austrii, Prus i Niemiec.
Obecnie obszar księstwa leży w południowo-zachodniej Polsce i skrawek w Niemczech.

## Historia

### 1274–1786
Księstwo żagańskie wyodrębniło się na Dolnym Śląsku w okresie rozbicia dzielnicowego Księstwa Polskiego. Po śmierci księcia głogowskiego Konrada w latach 1273/1274 jego trzej synowie podzielili majątek ojca. Najstarszy syn, Henryk III rezydował w Głogowie, natomiast ziemie Żagania, położone w północno-zachodniej części regionu przy granicy z Łużycami, przypadły jego młodszemu bratu Przemkowi. W 1284 zamienił się on księstwami ze swoim starszym bratem Konradem.
Po śmierci Konrada (1304) Żagań ponownie przypadł Henrykowi, a po jego śmierci (1309) – jego synom. Pomiędzy 1314 a 1319 księstwo znalazło się tymczasowo jako zastaw w rękach ich krewnego, margrabiego Brandenburgii Waldemara Wielkiego z dynastii askańskiej. W 1321 otrzymał je najstarszy syn Henryka III, Henryk IV Wierny. Jak wielu innych książąt śląskich otrzymał on w 1329 lenno na Żaganiu z rąk króla czeskiego Jana Luksemburskiego. Jego potomkowie przez ponad sto lat władali Żaganiem i częściami sąsiedniego księstwa głogowskiego. Ostatnim księciem z dynastii Piastów był Jan II Szalony, który od 1461 prowadził konflikt ze swym starszym bratem Baltazarem. Przy wsparciu króla czeskiego Jerzego, a następnie antykróla Macieja Korwina, najechał księstwo żagańskie. Ostatecznie Baltazar został schwytany i uwięziony w wieży zamku w Przewozie, gdzie według legendy jego brat zostawił go na śmierć głodową.
W 1476 Jan II sprzedał Żagań księciu Albertowi Odważnemu, młodszemu bratu elektora saskiego Ernesta z rodu Wettynów. Jego potomkowie z gałęzi albertyńskiej wprowadzili reformę protestancką, władając księstwem do 1549, kiedy to zostało ono scedowane przez księcia Maurycego i umieszczone pod bezpośrednim zarządem Korony Czeskiej. W czasie wojny trzydziestoletniej, w 1628, cesarz Ferdynand II nadał księstwo swemu generałowi Albrechtowi von Wallenstein. Po wyroku na Wallensteina (1634) w latach 1646–1786 było własnością rodu Lobkowiczów.

### 1786–1945
W 1786 r. Żagań kupił książę kurlandzki Piotr von Biron, później księżną została jego córka Wilhelmina. W 1842 r. władza przeszła na jej siostrę Pauline i wreszcie w 1844 r. po długich sądowych sporach z synem Pauliny, jej młodsza siostra Dorota de Talleyrand-Périgord uzyskała tytuł własności do księstwa. Za jej czasów Żagań przeżywał okres rozkwitu. Księżna odnowiła pałac, którego nowo urządzone wnętrza gromadziły zainicjowaną przez jej ojca pokaźną kolekcję manuskryptów, rzeźb, obrazów i mebli. Stworzyła park krajobrazowy z kwiatami i drzewami różnych stref klimatycznych, który był chlubą regionu. Zbudowała szpital, utworzyła kilka szkół, odbudowała kościół i wieżę ratuszową. Sfinansowała budowę mostu kolejowego w mieście. Działała charytatywnie, nakazując np. rozdanie darmowej żywności w chudszych latach, tworzyła nowe miejsca pracy. Dzięki swojej działalności cieszyła się dużym poparciem wśród mieszkańców miasta. Dorota zmarła w 1862 roku po długiej i ciężkiej chorobie, w wyniku powikłań po wypadku jej powozu w drodze z Zatonia do Żagania. Władzę po niej przejął jej syn Ludwik Napoleon de Talleyrand-Périgord, Ludwik zmarł w 1898 r. następnie po nim Żaganiem rządzili jego syn Boson I de Talleyrand-Périgord (1898–1906) i wnuk Hélie de Talleyrand-Périgord (1906–1910) oraz prawnuk Howard Maurice de Talleyrand-Périgord (1910–1929). Howard popełnił samobójstwo 28 maja 1929 r. w związku z tym władze przejął młodszy brat Hélie, Boson II de Talleyrand-Périgord Valençay. W 1935 r. władze III Rzeszy skonfiskowały Żagań. Pomimo konfiskaty majątku Bosonowi II nadal przysługiwał tytuł księcia. Po jego śmierci (9 maja 1952) tytularnym księciem Żagania został kuzyn Hélie de Talleyrand-Périgord de Pourtalès (1882-1968).

### Po 1945
Posiadłość żagańska, położona w Prusach, a od 1945 roku w Polsce, stanowiła lenno (lub trust), którym posiadacz nie mógł rozporządzać, lecz musiał pozostawić wyznaczonemu na specjalnych zasadach spadkobiercy. Ustawa niemiecka z 1938 r. zniosła trusty, tak że posiadacze musieli stać się właścicielami z zastrzeżeniem rekompensaty dla spadkobierców. 
W 1951 r. państwo polskie przyznało rekompensatę w wysokości 6 mln dolarów za upaństwowienie obszaru dawnego księstwa żagańskiego. 
Mimo że koncesja pruska z 1846 r. nie przewidywała sukcesji do tytułu w linii żeńskiej, po śmierci w 1968 ostatniego męskiego księcia Żagania tytuł książęcy otrzymała córka księcia Hélie Violette de Talleyrand-Périgord (1915-2003). Wraz z jej śmiercią wygasł ród de Talleyrand-Périgord a tytuł książęcy przeszedł na jej potomków z rodu de Pourtalès. Nazwa de Talleyrand-Périgord została ponownie użyta w 2005 przez Hélie de Pourtalès (syna Jamesa de Pourtalès i Violetty de Talleyrand-Périgord), upoważnionego dekretem z dnia 13 października 2005 r., aby dodać do swojego patronimicznego imienia Talleyrand-Périgord, więc obecnie nazywa się de Pourtalès de Talleyrand-Périgord. W czerwcu 2016 r. potomkowie rodziny książęcej odwiedzili żagański pałac. Obecnie tytuł książęcy należy do rodziny de Andia.

## Książęta

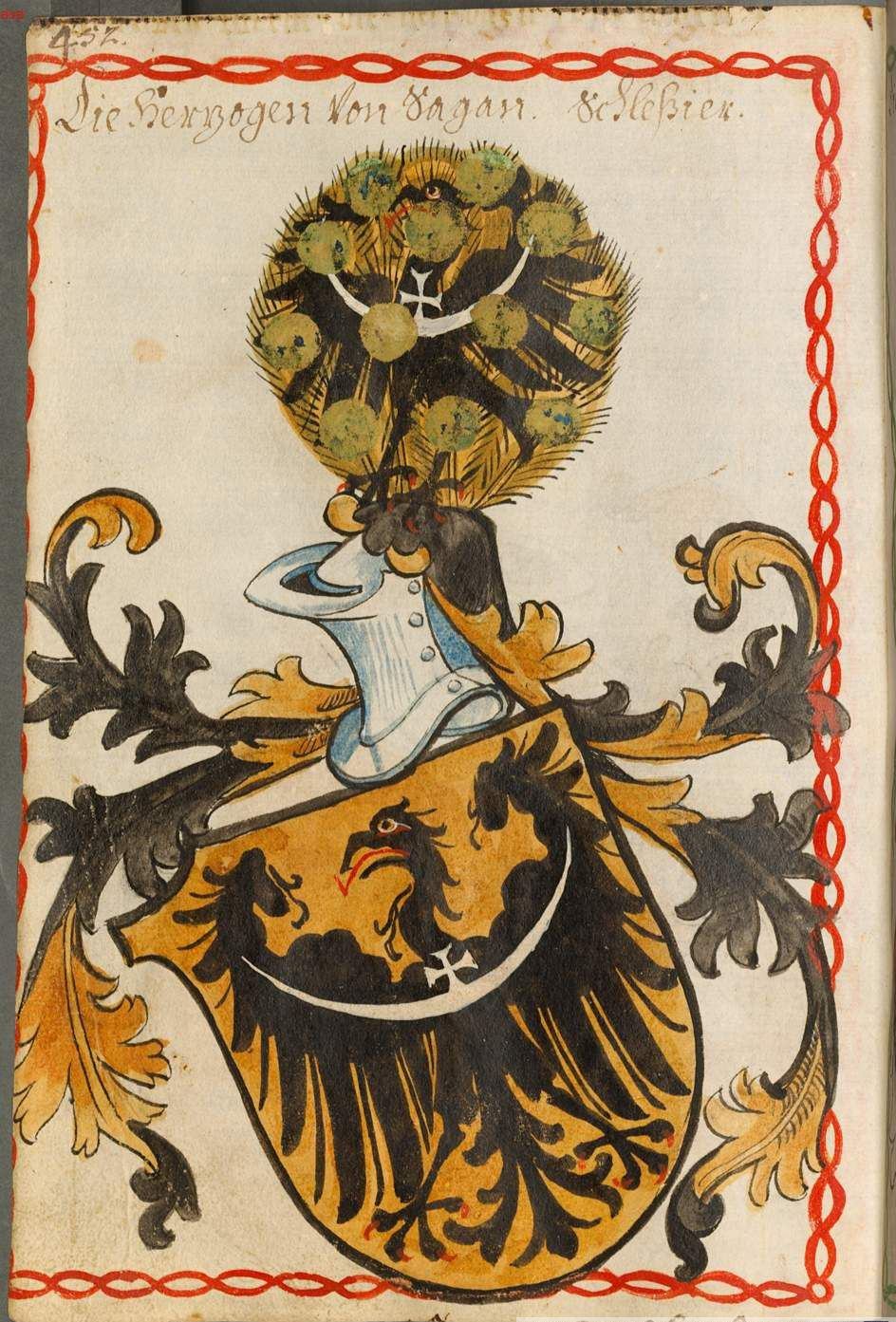
Herb z orłem śląskim z połowu XV w. z Herbarza Scheiblerów wykorzystywany przez księstwo

### Piastowie głogowscy
- 1278–1284 – Przemek żagański (syn Konrada I, od 1284 książę ścinawski)
- 1284–1304 – Konrad II Garbaty (brat Przemka, w 1284 wymienił się z nim księstwami)
- 1304–1309 – Henryk III głogowski (brat Przemka i Konrada)
- 1309–1312 – wspólne rządy Henryka IV Wiernego, Konrada I oleśnickiego, Bolesława oleśnickiego, Jana ścinawskiego i Przemka głogowskiego
- 1312–1316/1317 – wspólne rządy Henryka IV Wiernego, Jana ścinawskiego i Przemka głogowskiego
- 1316/1317–1321 – wspólne rządy Henryka IV Wiernego i Przemka głogowskiego
- 1321–1342 – Henryk IV Wierny

### Piastowie głogowsko-żagańscy
- 1342–1369 – Henryk V Żelazny (syn Henryka IV, od 1344 dziedziczny lennik czeski, od 1349 na połowie Głogowa, od 1363 na połowie Ścinawy)
- 1369–1393 – Henryk VI żagański (syn Henryka V, w wyniku podziału 1378 w Żaganiu, Krośnie i Świebodzinie)
- 1393–1403 – Jadwiga legnicka (żona Henryka VI, oprawa wdowia na Żaganiu, Krośnie i Świebodzinie)
- 1369–1395 – Henryk VII Średni (Rumpold) (syn Henryka V, w wyniku podziału 1378 w Głogowie, Ścinawie i Bytomiu Odrzańskim – właściciel połowy tych ziem, druga w posiadaniu Czech)
- 1369–1397 – Henryk VIII Wróbel (syn Henryka V, w wyniku podziału w Zielonej Górze, Szprotawie, Kożuchowie, Przemkowie i Sulechowie, od 1395 właściciel połowy Głogowa, Ścinawy i Bytomia Odrzańskiego, od 1397 przejście Ścinawy pod rządy linii oleśnickiej)
- 1397–1420 – Katarzyna opolska (żona Henryka VIII, oprawia wdowia na Zielonej Górze i Kożuchowie)

### Piastowie żagańscy
- 1397–1401 – Ruprecht I legnicki (szwagier Henryka VIII, regent w Głogowie i Żaganiu)
- 1401–1439 – Jan I (syn Henryka VIII i Katarzyny, od 1401 formalne współrządy z braćmi w Szprotawie, Przemkowie, Sulechowie, połowie Głogowa, Ścinawy i Bytomia Odrzańskiego, od 1403 dodatkowo w Żaganiu, Krośnie i Świebodzinie, od 1412/1413 w wyniku podziału książę żagański, od 1413 w Przewozie)
- 1439–1463 – Scholastyka Saska (żona Jana I, początkowo na wygnaniu, a od 1439 oprawa wdowia na Nowogrodzie Bobrzańskim)
  - 1439–1472 – Baltazar (syn Jana I i Scholastyki, od 1439 współrządy z braćmi, od 1449 książę żagański wraz z Rudolfem, od 1454 samodzielnie, 1461–1467 na wygnaniu, usunięty, zm. 1472)
  - 1439–1454 – Rudolf (brat, od 1439 współrządy z braćmi, od 1449 razem z Baltazarem książę żagański, zm. 1454)
  - 1439–1472 – Wacław (brat, od 1439 współrządy z braćmi, od 1449 z Janem II książę na Przewozie, od 1454 z powodu choroby psychicznej pod kuratelą brata Jana II, 1476 zrzekł się praw do Głogowa, zm. 1488)
  - 1439–1472 – Jan II Szalony (brat, do 1449 pod opieką braci, od 1449 z Wacławem, książę na Przewozie (faktyczne rządy), od 1461 w Nowogrodzie Bobrzańskim, 1461–1467 i 1472 w Żaganiu, abdykował, 1476–1488 książę na Głogowie, Kożuchowie i Szprotawie, usunięty, ok. 1497–1504 w Wołowie)

### W latach 1472–1553 – częśćElektoratu Saksonii

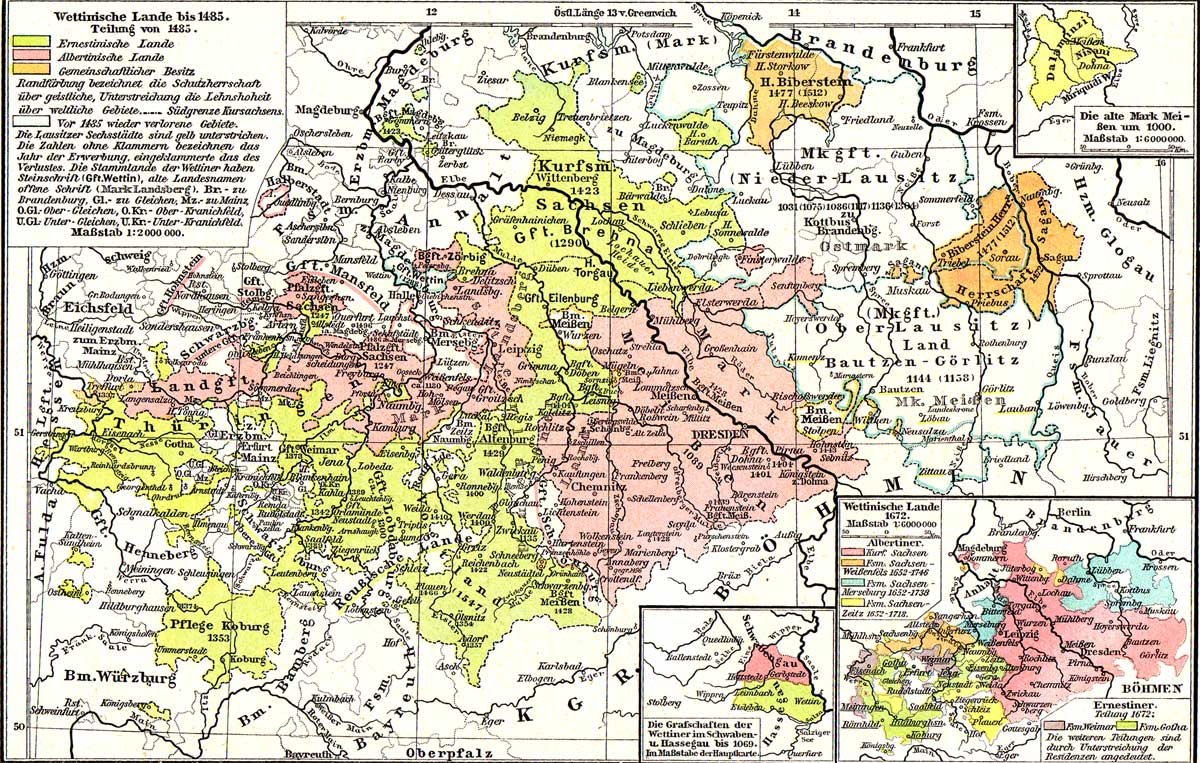
Księstwo żagańskie pośród ziem Wettynów (eksklawa we wschodniej części)

W 1472 Jan II Szalony sprzedał księstwo książętom saskim Ernestowi i Albrechtowi Wettynom – lennikom czeskim.

### W 1553 – ponownie wydzielenie
- 1553–1558 – Jerzy Fryderyk Hohenzollern

### Promnitzowie
- 1558–1562 – Baltazar von Promnitz, biskup wrocławski
- 1562–1597 – Zygfryd von Promnitz
- 1597–1601 – Anzelm von Promnitz

### Wallenstein
- 1627–1634 – Albrecht Wacław Euzebiusz von Wallenstein

### Lobkowicze
- 1646–1677 – Vaclav Eusebius von Lobkowitz
- 1677–1715 – Ferdynand August Leopold von Lobkowitz
- 1715–1734 – Filip Hiacynt von Lobkowitz
- 1734–1739 – Wacław Ferdynand Karol von Lobkowitz
- 1739–1784 – Ferdynand Filip Józef von Lobkowitz
- 1784–1786 – Józef Franciszek Maksymilian von Lobkowitz

### Bironowie
- 1786–1800 – Piotr Biron
- 1801–1839 – Wilhelmina Biron
- 1839–1842 – Paulina Biron
- 1842–1844 – Fryderyk Wilhelm Konstanty von Hohenzollern-Hechingen[14]

### Talleyrand-Périgord

Herb rodowy de Talleyrand-Périgord

- 1844–1862 – Dorota de Talleyrand-Périgord
- 1862–1898 – Ludwik Napoleon de Talleyrand-Périgord
- 1898–1906 – Boson I de Talleyrand-Périgord
- 1906–1910 – Hélie de Talleyrand-Périgord
- 1910–1929 – Howard Maurice de Talleyrand-Périgord[15].
- 1929–1935 – Boson II de Talleyrand-Périgord Valencay[potrzebny przypis].

### Tytularnie
źródło
- 1935–1952 – Boson II de Talleyrand-Périgord Valencay[17][18].
- 1952–1968 – Hélie de Talleyrand-Périgord de Pourtalès
- 1968–2003 – Violette de Talleyrand-Périgord
- 1968–1971 – Félicie de Talleyrand Perigord (1878-1982), siostra Hélie, księżna Dino i Żagania. Wyszła za mąż za Louisa de Andia, markiza de Villahermos[19].

### de Andia
- 1971–2005 – Manuel-Archambault de Andia y Talleyrand Perigord, syn Félicie, książę Dino i Żagański, oficjalnie uznany przez króla Włoch Humberta II. Poślubił Mercedes de Elio y de Amezua, córkę hrabiego Casa Real de la Moneda de Potosi, potomka markiza de Vessolla. Z tego związku narodziły się: Maria Luisa, Dona Beatrice, Dona Ines i Dona Ysabel de Andia. Książę Manuel zmarł w swoim zamku La Chatonniere w Azay le Rideau w 2005 roku[20].
- 2005–2015 – Maria Luisa de Andia y Elio, najstarsza córka Manuela, księżna Dino i Żagania, wyszła za mąż za Luisa de Villegas y Urzaiz[21].

- od 2015 – Francisco Javier de Villegas y de Andia, syn Marii, książę Dino i Żagania. Ożenił się z Alicia Rico y Perez del Pulgar. Z tego związku narodził się jego syn Francisco Javier de Villegas y Rico oraz dwie córki Łucja i Clara de Villegas[22].

## Podział administracyjny
Księstwo dzieliło się na 3 powiaty:
- nowogrodzki
- przewózki
- żagański